# Тюкёри, Лайош

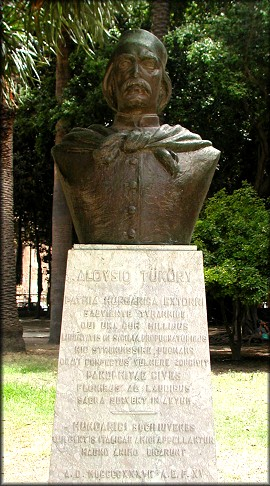
Бюст Лайоша Тюкёри в г. Кёрёшладань

Лайош Тюкёри (венг. Lajos Tüköry; 9 сентября 1830, Кёрёшладань, Австрийская империя — 6 июня 1860, Палермо) — венгерский военачальник, революционер, участник Рисорджименто.
Во время Революции 1848—1849 годов в Венгрии добровольцем вступил в сформировавшееся венгерское национальное ополчение — Национальную гвардию, в 18 лет стал лейтенантом. Отличился в боях в Трансильвании в армии Ю. Бема. Был назначен капитаном.
После подавления революции в 1849 году эмигрировал и поступил на военную службу Османской империи и вместе с 250 добровольцами под именем Селима Эфенди вступил в турецкий батальон. В качестве лейтенанта служил в турецкой кавалерии в Дамаске, принимая участие в боях с кочевыми бедуинами.
Участвовал в Крымской войне. Отличился во время осады Карса в 1855 году под началом главнокомандующего Исмаила-паши. Был ранен, получил звание майора и был награждён султаном орденом Меджидие.
В 1859 году оставил турецкую военную службу. В ходе Второй войны за независимость Италии 1859 года в рядах венгерского легиона, сражался против австрийцев.
Позже вступил в отряд Джузеппе Гарибальди. В 1860—1861 годах участвовал в Экспедиции Тысячи на Сицилию. Командовал авангардом отряда гарибальдийцев, который 27 мая 1860 г. атаковал Палермо. Л. Тюкёри первым взошёл на вражеские баррикады, при этом получил тяжёлое ранение в колено. Нога была ампутирована, но рана неправильно обработана и началась гангрена.
Умер 6 июня 1860 года. На его похоронах выступил Джузеппе Гарибальди, назвав Л. Тюкёри
борцом за свободу Италии. Посмертно ему было присвоено звание полковника.
Похоронен в церкви Сан Доменико в Палермо.

## Память
- Одна из улиц Будапешта носит его имя.
- Установлен бюст Л. Тюкёри в его родном городе.
- Почта Венгрии по случаю столетия объединения Италии выпустила в 1960 году марку с его изображением,.
- Мемориальная доска в честь венгерского героя Италии открыта в Палермо[1].
- Л. Тюкёри установлены памятники и названы улицы во многих городах Италии.